# Patrício José Correia da Câmara
Patrício José Correia da Câmara (? — ?) foi um militar e político brasileiro.
Foi vice-presidente da província de Rio Grande do Sul, tendo assumido o cargo interinamente por sete vezes, de 11 de março a 11 de dezembro de 1846, de 4 de setembro a 15 de outubro de 1851, de 8 de março a 16 de outubro de 1857, de 22 de abril a 4 de maio de 1859, de 17 de outubro de 1861 a 16 de janeiro de 1862, de 18 de dezembro de 1862 a 1 de janeiro de 1863 e finalmente de 29 de março a 2 de maio de 1864.